# Chick Corea
Armando Anthony Corea, detto Chick (Chelsea, 12 giugno 1941 – Tampa Bay, 9 febbraio 2021) è stato un compositore, pianista e tastierista statunitense, noto soprattutto per le sue produzioni jazz e jazz fusion negli anni settanta e ottanta.
Vincitore di ben 27 Grammy Award, Chick Corea è oggi ritenuto uno dei maggiori pianisti jazz, capace di adottare con gli anni uno stile molto personale di suonare il pianoforte,  influenzato da musicisti classici come Domenico Scarlatti, Maurice Ravel ed il folclore popolare spagnolo. Oltre ad essere uno dei più influenti e famosi tastieristi fusion, era considerato uno dei più virtuosi utilizzatori di tastiere elettroniche, in special modo il Fender Rhodes, da lui sperimentato per la prima volta durante il periodo con Miles Davis. In tutta la sua vita artistica il suo modo di suonare il pianoforte è stato molto influenzato dal suo passato "elettrico" con il grande trombettista.

## Biografia

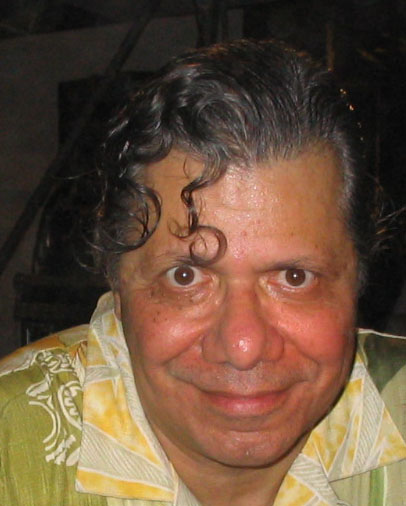
Chick Corea nel 2004

I nonni paterni di Corea erano emigrati negli Stati Uniti da Albi, in Calabria, quelli materni da Messina. Il padre era invece nato a Boston, così come la madre il cui cognome era Zaccone. A dargli il soprannome di Chick, quando lo teneva sulle ginocchia da bambino, fu il nonno paterno.
Armando Anthony Corea inizia a suonare negli anni sessanta con il trombettista Blue Mitchell, e con alcuni grandi della musica latino-americana come Willie Bobo e Mongo Santamaría.
Il primo album che lo vede come leader è Tones For Joan's Bones, nel 1966 in quintetto con Woody Shaw alla tromba e Steve Swallow al contrabbasso.
Due anni dopo pubblica Now He Sings, Now He Sobs, entrato nella leggenda del jazz, in cui suona con Roy Haynes alla batteria e Miroslav Vitous al contrabbasso.
Verso la fine degli anni sessanta, si unisce al gruppo di Miles Davis e compare su album importanti, come In a Silent Way e Bitches Brew. Con questo gruppo sperimenta l'uso di strumenti elettronici, ed in particolare il Fender Rhodes, suonando le tastiere in contemporanea con Keith Jarrett. In seguito Corea, interessato ad alcuni progetti solisti, viene ritenuto da Davis abbastanza maturo per poter avere una propria band.
All'inizio degli anni settanta, Corea intraprende così alcuni progetti come leader. Tra il 1970 e il 1971, è attivo nel gruppo Circle, un complesso jazz d'avanguardia in cui militano Anthony Braxton, Dave Holland e Barry Altschul. Nel 1971 fonda un'altra band, Return to Forever. Le prime incisioni dei Return to Forever hanno un suono brillante, caratterizzato dalla voce di Flora Purim, dal piano elettrico Fender Rhodes e dal flauto. Durante gli anni settanta, il gruppo si sposta su sonorità più vicine alla musica rock. 
Nel 1972 sposa la musicista Gayle Moran.
Nel 1974 il chitarrista Al Di Meola entra a far parte della band, e Corea intensifica l'uso dei sintetizzatori, in particolare il Moog e il Minimoog. 
Nel 1975 l'album No Mystery con i Return to Forever vince il Grammy Award.
Nel 1976 l'album The Leprechaun vince un Grammy Award ed un brano dell'album intitolato Leprechaun's Dream il Grammy Award for Best Instrumental Arrangement.
Nel 1978 l'album Friends vince un Grammy Award.
Verso la fine degli anni settanta, Corea inizia a collaborare con il vibrafonista Gary Burton, con il quale incide numerosi album. In particolare gli album Duet ed In Concert, Zürich, October 28, 1979 vincono il Grammy Award.
Nel 1993 si aggiudica la Targa Tenco per la canzone Sicily, interpretata con Pino Daniele.

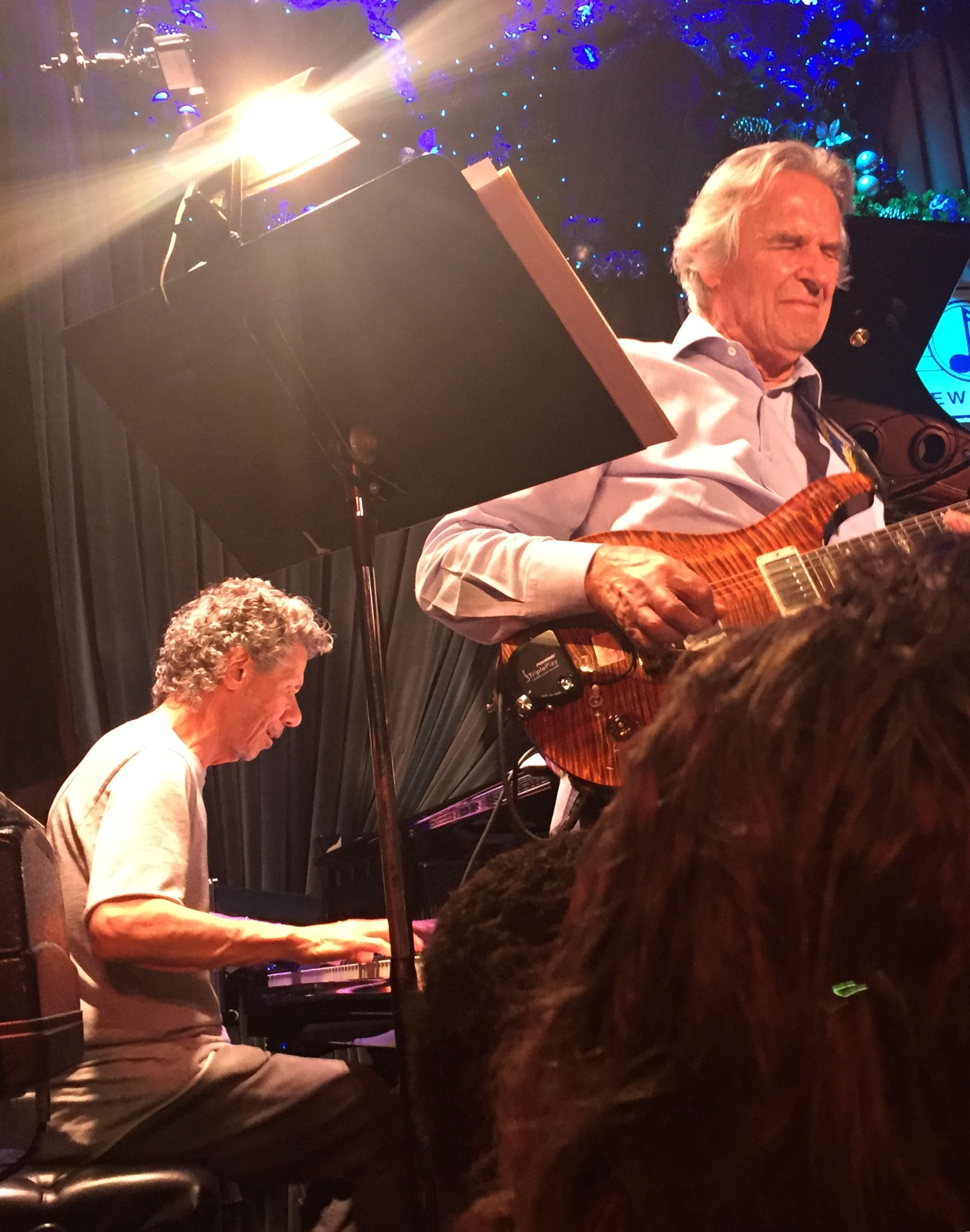
Chick Corea e John McLaughlin in concerto al Blue Note di New York nel dicembre 2016

È stato fondatore e membro dei gruppi Chick Corea Elektric Band, con i quali vince un Grammy Award con l'album Light Years, ed un Grammy Award con Chick Corea Akoustic Band.
Da questi gruppi sono emersi sulla scena nuovi talenti, quali: John Patitucci, Dave Weckl, Eric Marienthal, Frank Gambale, Carlos Rios e Scott Henderson. 
Interessante anche il lavoro svolto con il progetto Touchstone e con musicisti come Avishai Cohen.
Nel 1998 partecipa all'album Like Minds di Gary Burton con Pat Metheny, Roy Haynes e Dave Holland (bassista) che vince un Grammy Award.
Nel 1999 l'album Now He Sings, Now He Sobs con Roy Haynes e Miroslav Vitous ha indotto il Grammy Hall of Fame.
Uno dei suoi pezzi più famosi è Spain. L'album Corea.Concerto con la London Philharmonic Orchestra ha vinto il premio Grammy come miglior arrangiamento strumentale (per Spain for Sextet and Orchestra) nel 2001.
Ultimamente ha composto, insieme a Mark Mancina, la colonna sonora del film La musica nel cuore di Kirsten Sheridan.
Nel 2004 il suo brano Matrix dell'album Rendezvous in New York vince un Grammy Award for Best jazz instrumental solo.
Nel 2007 il suo album The Ultimate Adventure vince un Grammy Award ed il brano Three Ghouls dello stesso album ha vinto il premio Grammy come miglior arrangiamento strumentale. Sempre nel 2007 vinse anche un Latin Grammy Awards con l'album The Enchantment con Béla Fleck.
Nel 2008 il suo album The New Crystal Silence con Gary Burton e la Sydney Symphony Orchestra vince un Grammy Award.
Nel 2010 il suo album Five Peace Band con John McLaughlin, Kenny Garrett, Christian McBride e Vinnie Colaiuta vince un Grammy Award.
Nel 2011 vince un Latin Grammy Awards con l'album Forever con Stanley Clarke e Lenny White.
Nel 2012 il suo brano 500 Miles High, tratto dall'album Forever con Stanley Clarke e Lenny White vince un Grammy Award for Best improvised jazz solo.
Nel 2013 il suo brano Hot House, tratto dall'album Hot House con Gary Burton vince un Grammy Award for Best improvised jazz solo.
Nel 2015 il suo brano Fingerprints contenuto nell'album Trilogy vince il Grammy Award for Best Improvised Jazz Solo.
Muore il 9 febbraio 2021 a 79 anni, a causa di una rara forma di cancro diagnosticatagli poco tempo prima. L'annuncio è stato dato sulla pagina ufficiale di Facebook due giorni dopo.

## Scientology
Sotto i "ringraziamenti speciali", che è possibile trovare in tutti i suoi album più recenti, Corea menziona  L. Ron Hubbard, fondatore di Scientology, che "è stato una continua fonte di ispirazione". Nel 1968 Corea scoprì Dianetics, la principale opera di Hubbard, e nei primi anni settanta sviluppò un interesse per i romanzi di fantascienza di Hubbard.
Corea ha dichiarato che Scientology esercitò una profonda influenza sulla sua direzione musicale nei primi anni settanta:
Non volevo più soddisfare me stesso. Volevo veramente connettermi con il mondo e fare in modo che la mia musica significasse qualcosa per le persone. (Down Beat, 21 ottobre 1976, p.47)
Corea ha realizzato alcune delle composizioni del suo album Return to Forever in collaborazione con Neville Potter, un amico che aveva conosciuto tramite Scientology. Alcuni degli altri realizzatori di Return to Forever hanno anche frequentato corsi in Scientology, e lo stesso nome Return to Forever fu, citando Corea, assolutamente influenzato dalla filosofia dello spirito di Hubbard.
Molti dei suoi brani contengono riferimenti espliciti a Scientology e a varie opere di Hubbard. Per esempio, What Game Shall We Play Today? si riferisce al concetto filosofico di Scientology secondo cui la vita consiste di "giochi" nei quali l'obiettivo è ricavare gioia e soddisfazione. Il suo album To the Stars, del 2004, è un poema in musica basato sull'omonimo romanzo di fantascienza di Hubbard. L'album The Ultimate Adventure è anch'esso basato su un romanzo di Hubbard.
Corea appare anche nel film di Scientology Orientation, dove presenta una testimonianza su come Scientology lo abbia aiutato.

## Discografia
- 1966 – Tones for Joan's Bones
- 1968 – Now He Sings, Now He Sobs (con Roy Haynes e Miroslav Vitous)
- 1969 – Is
- 1970 – The Song Of Singing
- 1970 – Circulus
- 1970 – Circle Gathering
- 1970 – Circle Live in Germany
- 1970 – Circling In
- 1970 – Arc
- 1971 – Circle, Paris Concert
- 1971 – Piano Improvisations Vol. 1-2
- 1972 – Inner Space
- 1975 – Chick Corea
- 1976 – The Leprechaun
- 1976 – My Spanish Heart
- 1978 – The Mad Hatter
- 1978 – Friends
- 1978 – Secret Agent
- 1979 – Delphi 1
- 1980 – Delphi 2-3
- 1980 – Tap Step
- 1980 – Live in Montreux
- 1982 – Touchstone
- 1983 – Again & Again - The Jo'berg Sessions
- 1984 – Children's Songs
- 1985 – Works
- 1985 – Septet
- 1987 – Compact Jazz
- 1988 – GRP Super Live In Concert (w/friends)
- 1988 – A GRP Christmas Collection (w/friends)
- 1989 – Happy Anniversary Charlie Brown (w/friends)
- 1994 – Expressions (solo piano)
- 1996 – Forever & Beyond
- 1996 – Circle 2 Gathering
- 1996 – Circle 1 Live in Germany
- 1996 – From Nothing (solo Giappone)
- 1997 – Remembering Bud Powell (w/friends)
- 1997 – Priceless Jazz Collection
- 2000 – Solo Piano Originals
- 2000 – Solo Piano Standards
- 2001 – Past, Present & Futures
- 2002 – Selected Recordings
- 2003 – Rendezvous in New York
- 2005 – Rhumba Flamenco
- 2005 – Rendezvous in New York
- 2006 – The Ultimate Adventure
- 2006 – Super Trio
- 2008 – Five Trios Box Set
- 2011 – The definitive Chick Corea
- 2011 – Forever (Corea, Clarke & White)
- 2012 – The Continents
- 2013 – The vigil
- 2014 – Solo Piano: Portraits, Concord
- 2014 – Trilogy (Chick Corea Trio; con Christian McBride e Brian Blade)
- 2018 – Trilogy 2
- 2019 – Antidote

### Con Miles Davis
- 1968 – Filles de Kilimanjaro
- 1969 – 1969 Miles Festiva De Juan Pins
- 1969 – In a Silent Way
- 1969 – Bitches Brew
- 1970 – Live-Evil
- 1970 – Live at the Fillmore East, March 7, 1970: It's About That Time
- 1970 – Black Beauty: Miles Davis at Fillmore West
- 1970 – Miles Davis at Fillmore: Live at the Fillmore East
- 1970 – Message to Love: The Isle of Wight Festival 1970
- 1970 – A Tribute to Jack Johnson
- 1972 – On the Corner
- 1972 – Big Fun (1969-1972)

### Con i Return to Forever
- 1972 – Return to Forever
- 1973 – Light as a Feather
- 1973 – Hymn of the 7th Galaxy
- 1974 – Where Have I Known You Before
- 1975 – No Mystery
- 1976 – Romantic Warrior
- 1977 – Musicmagic
- 1978 – RTF Live
- 1980 – The Best Of
- 1996 – Return to the 7th Galaxy
- 2008 – The Anthology
- 2009 – Returns
- 2012 – The Modernship Returns

### Con Gary Burton
- 1972 - Crystal Silence
- 1979 - Duet - Grammy Award for Best Jazz Instrumental Album Group
- 1980 - In concert (Zurigo, 28 ottobre 1979) - Grammy Award for Best Jazz Instrumental Album Group
- 1983 - Lyric Suit For Sextet
- 1997 - Native Sense - The New Duets - Grammy Award for Best instrumental solo per il brano Rhumbata
- 2008 - The New Crystal Silence (2 cd con la Sydney Symphony Orchestra) - Grammy Award for Best jazz instrumental album
- 2012 - Hot House con The Harlem String Quartet

### Con Herbie Hancock, Keith Jarrett, McCoy Tyner
- 1976 - Corea / Hancock / Jarrett / Tyner

### Con Herbie Hancock
- 1978 - An Evening With Chick Corea & Herbie Hancock In Concert
- 1978 - Corea / Hancock

### Con Michael Brecker, Steve Gadd, Eddie Gomez
- 1981 - Three Quartets

### Con Lenny White, Stanley Clarke, Joe Henderson, Freddie Hubbard
- 1982 - Griffith Park Collection
- 1982 - Echoes Of An Era (con Chaka Khan)
- 1982 - Echoes Of An Era 2

### Con Miroslav Vitous, Roy Haynes
- 1982 - Trio Music
- 1987 - Live in Europe

### Con Nicolas Economu
- 1983 - On Two Pianos

### Con Friedrich Gulda
- 1983 - The Meeting
- 1984 - Mozart Double Piano Concerto Fantasy For Two Pianos

### Con Steve Kujala
- 1985 - Voyage

### Con Elektric Band
- 1986 - The Chick Corea Elektric Band, GRP
- 1987 - Light Years - Grammy Award for Best R&B Instrumental Performance
- 1988 - Eye Of The Beholder
- 1990 - Inside Out
- 1991 - Beneath The Mask
- 1996 - Live From Elario's (First Gig) (solo in Giappone)
- 2004 - To The Stars

### Con Akoustic Band (John Patitucci: basso/contrabbasso, Dave Weckl: batteria)
- 1989 - Chick Corea Akoustic Band, GRP - Grammy Award for Best Jazz Instrumental Album Group
- 1991 - Alive
- 1996 - Live From The Blue Note Tokyo (solo in Giappone)

### Con Bobby McFerrin
- 1990 - Play, Blue Note - Grammy Award for Best Jazz Vocal Album 1993 per il brano 'Round Midnight
- 1996 - The Mozart Sessions

### Con Elektric Band II
- 1993 - Paint The World

### Con Chick Corea Quartet
- 1995 - Time Warp

### Con The Trio
- 1996 - Live From The Country Club (solo in Giappone)

### Con Origin
- 1998 - Live At The Blue Note
- 1988 - A Week At The Blue Note
- 1999 - Change

### Con Gary Burton, Pat Metheny, Roy Haynes, Dave Holland (bassista)
- 1998 - Like Minds - Grammy Award for Best jazz instrumental performance

### Con London Philharmonic Orchestra
- 1999 - Corea Concerto

### Con Trondheim Jazz Orchestra
- 2005 - Live in Molde, Norway

### Con Béla Fleck
- 2006 - The Enchantment - Latin Grammy Award for Best Instrumental Album

### Con John McLaughlin, Kenny Garrett, Vinnie Colaiuta e Christian McBride
- 2009 - Five Peace Band - Grammy Award for Best jazz instrumental album

### Con Hiromi Uehara
- 2009 - Duet

### Con Stanley Clarke, Lenny White
- 2011 - Forever - Latin Grammy Award for Best Instrumental Album

### Con Stefano Bollani
- 2011 - Orvieto

### Con Eddie Gomez, Paul Motian
- 2012 - Further Explorations

### Con John Mayer Trio
- 2014 - TBA